# Papiamento
O papiamento ou papiamentu (Aruba: papiamento; Curaçao/Bonaire: papiamentu) é uma língua crioula falada no Caribe Neerlandês. É a língua mais falada nas ilhas de Aruba, Bonaire e Curaçau, com estatuto de língua oficial em Aruba e Curaçau. Papiamento também é uma língua reconhecida nos órgãos públicos neerlandeses de Bonaire, Santo Eustáquio e Saba.
O papiamento é largamente baseado no português e espanhol e tem uma influência considerável proveniente da língua neerlandesa. Devido às semelhanças lexicais entre o português e o espanhol, é difícil distinguir a origem exata de cada palavra. Embora existam diferentes teorias sobre as suas origens, atualmente, a maioria dos linguistas acredita que o papiamento se originou na costa da África Ocidental, uma vez que tem grandes semelhanças com o crioulo cabo-verdiano e o crioulo da Guiné-Bissau.
O papiamento é uma língua viva e ativa. É falada cotidianamente nos mais diversos ambientes de convivência social, como nas casas, nas igrejas, no parlamento e nas escolas, nas quais as crianças são ensinadas em papiamento.[carece de fontes?]
Devido ao caráter de abrangência e praticidade, imigrantes estrangeiros preferem aprender o papiamento para a comunicação com os nativos. Em Aruba, se tornou uma língua oficial em maio de 2003. Assim, documentos oficiais, jornais e canais de televisão são criados em papiamento.[carece de fontes?]

## Etimologia
O nome procede da palavra papiá, que significa 'conversar', derivada originalmente da palavra portuguesa "papear". Origina-se igualmente deste verbo coloquial o nome do crioulo de base lusófona de Malaca, o papiá kristáng. O verbo papiâ ainda existe no crioulo cabo-verdiano e significa falar.[carece de fontes?]

## História
O papiamento originou-se do pidgin português conhecido como guene, por ser falado pelos escravos africanos (originários das zonas de Guiné-Bissau/Cabo Verde e São Tomé/Golfo da Guiné, entre outras) trazidos pelos neerlandeses para o trabalho na lavoura de cana-de-açúcar. Após a retomada de Cabo Verde por Portugal e a reconquista da Nova Holanda pelos portugueses, alguns judeus sefarditas, portugueses de Cabo Verde e quase todos os do Nordeste brasileiro foram para as Antilhas Neerlandesas levando consigo o idioma português. A linguagem judaico-portuguesa iria se misturar ao guene dos escravos africanos, dando origem à primeira forma do papiamento no século XVIII. Com a administração do império colonial neerlandês nas ilhas, a influência neerlandesa legou muitas palavras de seu idioma ao papiamento. No final do século XIX, a influência do castelhano ocorreu com o contato com os países vizinhos, especialmente a Venezuela. O papiamento sofreu também influencia da língua inglesa pelos missionários que se estabeleceram nas ilhas e posteriormente pela presença de turistas vindos de países anglófonos.[carece de fontes?]
Já existem jornais em papiamento e dicionários bilíngues. Alguns intelectuais portugueses interessam-se pela criação de uma rede de pesquisadores de crioulística que enlace os interessados nestas manifestações linguísticas mestiças, incluindo o papiamento.[carece de fontes?]

### Laços linguísticos e históricos com os crioulos portugueses da Alta Guiné
As pesquisas atuais sobre as origens do papiamento incidem especificamente sobre as relações linguísticas e históricas entre o papiamento e os crioulos de base portuguesa da Alta Guiné falados na ilha de Santiago, em Cabo Verde e na Guiné-Bissau e Casamansa. Elaborando sobre as comparações feitas por Martinus e Quint, Jacobs defende a hipótese de que o papiamento é uma ramificação de uma variedade inicial do crioulo da Alta Guiné, transferido da Senegâmbia para Curaçau na segunda metade do século XVII, um período em que os neerlandeses controlaram o porto de Goreia, logo abaixo da ponta da península de Cabo Verde. Em Curaçau, esta variedade sofreu alterações internas, assim como as alterações induzidas por contato em todos os níveis da gramática (embora particularmente no léxico) devido ao contato com o espanhol e, em menor grau, com o neerlandês, bem como com uma variedade de línguas cuás e bantas. Estas mudanças não obstante, a estrutura morfo-sintática do papiamento ainda é notavelmente próxima à dos crioulos da Alta Guiné de Cabo Verde e da Guiné-Bissau/Casamança.[carece de fontes?]

## Fonologia

### Vogais
O papiamento possui nove vogais: a ([a]), e ([e]), è ([ɛ]), i ([i]), o ([o]), ò ([ɔ]), u ([u]), ù ([ʏ]) e ü ([y]) e duas semivogais: w ([u]) e j ([y]).
Entre as vogais, há distinção entre os sons de "e", "o" e "u" e, portanto, as vogais que aparecem com acento grave (`) são pronunciadas como [ɛ], [ɔ] e [ʏ], respectivamente. A vogal "ü", por sua vez, é utilizada para substituir "uu" de palavras vindas do holandês, como em "hür" (aluguel), do holandês "huur".[carece de fontes?]
|             | Anterior | Central | Posterior |
| ----------- | -------- | ------- | --------- |
| Fechada     | i        |         | u         |
| Semifechada | e ø      |         | o         |
| Média       |          | ə       |           |
| Semiaberta  | ɛ        |         | ɔ         |
| Aberta      | a        |         |           |

As semivogais só se distinguem graficamente das vogais quando são posicionadas no início de uma sílaba. Como exemplo, a semivogal "w" é destacada em "wesu" (osso), mas aparece como "u" em ruina (ruína), apesar de seguir sendo uma semivogal do ditongo ascendente ui. Igualmente, o vocábulo "yabi" (chave) não pode ser escrito como "iabi". Além disso, "w" nunca aparece entre "u" e uma outra vogal qualquer e também "y" não aparece entre "i" e outras vogais.
Ditongos
Em papiamento, ocorrem oito ditongos ascendentes ([ja], [je], [jo], [ju], [wa], [we], [wo], [wu]) e oito ditongos descendentes ([ai̯], '[au̯], [ei̯], [ɛi̯], [eu̯], [oi̯], [ɔu̯], [ʏi̯]). No dialeto de Curaçao e Bonaire, no entanto, é adicionado um nono ditongo descendente, "[ɔi̯]", devido a uma particularidade em sua pronúncia.
| Ascendentes | Descendentes |
| ----------- | ------------ |
| ja          | ai̯           |
| je          | au̯           |
| jo          | ei̯           |
| ju          | ɛi̯           |
| wa          | eu̯           |
| we          | oi̯           |
| wo          | ɔu̯           |
| wu          | ʏi̯           |
| -           | ɔi̯           |

Vogais duplicadas ocorrem somente quando ambas são pronunciadas separadamente, como em "reeduca" (reeducar) e o uso do trema (¨) se restringe a palavras estrangeiras, não servindo para indicar a pronúncia separada de uma vogal, como ocorre na palavra espanhola pingüino (pinguim).[carece de fontes?]

### Consoantes e encontros consonantais
|            | labial | dental | alveopalatal  | palatal | velar | glotal |
| oclusivas  | p, b   | t, d   |               |         | g, k  |        |
| fricativas | f, v   | s, z   | ʃ, ʒ          |         | x     | h      |
| africadas  |        |        | t / tʃ d / dʒ |         |       |        |
| nasais     | m      | n      |               | ɲ       | ŋ     |        |
| líquidas   |        | l, r   |               |         |       |        |
| semivogais | w      |        |               | j       |       |        |

Dígrafos
Há quatro dígrafos em papiamento: "ch", "dj", "sh" e "zj", pronunciados respectivamente como [tʃ], [dʒ], [ʃ] e [ʒ].[carece de fontes?]
A letra C
O papiamento emprega a letra "c" forte [k] e fraca [s] como em vários idiomas derivados do latim. A letra "c" é pronunciada como [s] antes de "e" e "i", enquanto o "c" forte é utilizado nas demais situações. As letras "k" e "s" podem substituir o "c" em algumas ocasiões, mas o "c" tem preferência em relação a "k" quando aparece antes das letras "a", "o", "u", "l", "n", "r" e "t" e, igualmente, em relação a "s" na última sílaba de um vocábulo, bem como em conjugações verbais como "conoce" (conhece).[carece de fontes?]
A letra G
Assim como com a letra "c", o "g" também assume as formas forte e fraca, podendo ser pronunciado como [g] antes de "a", "o" ou "u" ou como [x], geralmente antes de "e" e "i". Para que soe como [g] antes de "e" e "i", é necessário adicionar um "u", como em "guera" (guerra), que se pronuncia como ['ge.ra].[carece de fontes?]
/X/, /H/ e /K/
Pode haver divergências entre as variações de Aruba e Curaçao/Bonaire quando à pronúncia de /x/, /h/ e /k/. Na primeira sílaba, /x/ e /h/ variam, como em /gèspo/ (Aruba) e /hèspu/ (Curaçao). Na última sílaba, /x/ e /k/ variam, como em /vlègtu/ (Aruba) e /flèktu/ (Curaçao).[carece de fontes?]
/V/, /F/ e /B/
Às vezes, /v/ alterna com /f/ e /b/, mas o inverso não ocorre. Como exemplo, a alternância entre /v/ e /f/ ocorre em palavras holandesas como /vèrnis/, que se transformam em /fèrnis/. Ainda, a alternância entre /v/ e /b/ ocorre em palavras de origem ibérica, como em /favor/, que vira /fabor/.[carece de fontes?]

### Diacríticos
A variação de Curaçao e Bonaire adora o acento grave (`) para denotar diferenças de pronúncia entre duas vogais e o acento agudo (´) para indicar a tonicidade de uma palavra. Quanto à tonicidade, as palavras em papiamentu podem ser oxítonas, paroxítonas, proparoxítonas ou "sobresdrúhulo". Essa última classificação ocorre no espanhol e caracteriza a sílaba tônica como a sílaba anterior à antepenúltima sílaba de uma palavra. Também há uso do trema nessa variação.[carece de fontes?]

### Apócope
Assim como na língua espanhola, o fenômeno da apócope acontece no papiamento, principalmente em verbos no infinitivo (marcar — marká) ou em algumas profissões (pescador — piskadó).[carece de fontes?]

### Tons

#### Contraste entre tons
O papiamento possui dois níveis de tom: alto (A), representado pelo acento agudo (´), e baixo (B), representado pelo a acento grave (`), que auxiliam na identificação do significado de palavras de mesma grafia. Como exemplo, a palavra "papa", se pronunciada como "pápà", se refere ao cargo de Pontífice, enquanto "pàpá" significa "pai" ou "papai". Em geral, esse contraste entre tons altos e tons baixos não ocorre em palavras monossílabas, trissílabas ou polissílabas. 

## Alfabeto e ortografia

### Alfabeto e correspondência fonética
| Letra | Nome        | Exemplo   |
| ----- | ----------- | --------- |
| A     | a           | antes     |
| B     | be          | banko     |
| C     | ce/se       | centro    |
| D     | de          | documento |
| E     | e           | esei      |
| F     | ef/èf       | fauna     |
| G     | ge          | gesto     |
| H     | ha          | habilidad |
| I     | i           | igual     |
| J     | ye          | Juan      |
| K     | ka          | kere      |
| L     | el/èl       | lista     |
| M     | em/èm       | mucho     |
| N     | en/èn       | nada      |
| Ñ     | eñe         | ñapa      |
| O     | o           | otro      |
| P     | pe          | palo      |
| Q     | ku/kü       | quesillo  |
| R     | er/èr       | rosa      |
| S     | es/ès       | saya      |
| T     | te          | tin       |
| U     | u           | un        |
| V     | ve          | verbo     |
| W     | we          | wesu      |
| X     | eks         | examen    |
| Y     | igrek/igrèk | yama      |
| Z     | zed/zèd     | zona      |

| IPA | Aruba | Curaçau e Bonaire |
| --- | ----- | ----------------- |
| a   | a     | a                 |
| e   | e     | e                 |
| ɛ   | e     | è                 |
| ǝ   | e     | e                 |
| i   | i     | i                 |
| o   | o     | o                 |
| ɔ   | o     | ò                 |
| u   | u     | u                 |
| ø   | u     | ù                 |

## Gramática

### Pronomes
Pessoais
Os pronomes pessoais em papiamento são:
| mi   | eu         |
| bo   | tu         |
| e    | ele, ela   |
| nos  | nós        |
| boso | vós        |
| nan  | eles, elas |

Observações: Os pronomes pessoais são utilizados da mesma forma, independentemente se são empregados como sujeito ou como objeto de uma oração. É considerado rude utilizar o pronome "bo" para se referir a uma pessoa desconhecida, sendo preferível empregar "Señor" (senhor) ou "Señora" (senhora).[carece de fontes?]
Possessivos
Os pronomes possessivos em papiamento são:
| mi   | meu, minha, meus, minhas     |
| bo   | teu, tua, teus, tuas         |
| su   | seu, sua                     |
| nos  | nosso, nossa, nossos, nossas |
| boso | seus, suas                   |
| nan  | seus, suas                   |

| di mi   | (o/a) meu, minha, (os/as) meus, minhas      |
| di bo   | (o/a) teu, tua, (os/as) teus, tuas          |
| di dje  | (o/a) seu, sua                              |
| di nos  | (o/a) nosso, nossa, (os/a s) nossos, nossas |
| di boso | (os/as) seus, suas                          |
| di nan  | (os/as) deles, delas                        |

Reflexivos
Os pronomes reflexivos, que apresentam certa semelhança com o português, são:[carece de fontes?]
| mi mes   | eu mesmo (a)           |
| bo mes   | tu mesmo (a)           |
| e mes    | ele/ela mesmo (a)      |
| su mes   | si mesmo (a)           |
| nos mes  | nós mesmos (as)        |
| boso mes | vocês mesmos (as)      |
| nan mes  | eles/elas mesmos ( as) |

Indefinidos
Os principais pronomes indefinidos em papiamento são:
| un otro             | (um) outro       |
| kualke              | qualquer         |
| kualke kos          | qualquer coisa   |
| tur kos             | todas as coisas  |
| tur hende           | todas as pessoas |
| ni un, ningun hende | ninguém          |
| un hende            | alguém           |
| algo/algu           | algo             |
| ambos               | ambos            |
| tur                 | todos os/as      |
| algun di            | algum (do todo)  |
| ningun di           | nenhum (do todo) |

Interrogativos
Os pronomes interrogativos são: [carece de fontes?]
| kiko?    | o quê?     |
| cuandu?  | quando?    |
| ki ora?  | que horas? |
| ki dia?  | que dia?   |
| unda?    | onde?      |
| ke nde?  | quem?      |
| cua?     | qual?      |
| pa kiko? | por quê?   |
| con?     | como?      |
| cuanto?  | qu anto?   |

Relativos
Os pronomes relativos em papiamento são:
| ku     | que, o/a qual    |
| ken su | de quem (posse)  |
| di ken | de quem (origem) |
| lloke  | o que, o/a qual  |

### Verbos

#### Conjugação e aspecto
A conjugação dos verbos em papiamento é dada pela adição das partículas "ta", "lo" e "a" antes do verbo, que não varia em o pessoa ou número. É importante destacar que não há precisamente a ideia de passado, presente e futuro como nas línguas indoeuropeias*, mas sim a ideia de aspectos. São eles contínuo/não contínuo, perfectivo/não perfectivo e real/hipotético.
A partícula "ta"
A partícula "ta" se refere a uma ação em progresso, seja no momento em que se fala ou em outro momento indicado pelo enunciador, podendo também indicar ação habitual ou contínua, a exemplo da estrutura "ta komiendo" (está comendo) que reproduz a estrutura espanhola "está comiendo". Ainda, é usada para indicar que uma ação está para ocorrer ou quando é certo que irá ocorrer. Não há, portanto, distinção entre ações imediatas ou ações que ocorrerão em um futuro próximo. A partícula "ta" também pode ser usada para enfatizar uma ação na frase, como em "mi mes ta kana bai" (eu mesmo posso ir).
Alguns verbos não são acompanhados pela partícula "ta", como o próprio verbo "ta" e os verbos tin (ter), por (poder), ke (querer), konose (conhecer), mester (dever). Alguns outros podem ou não levar a partícula, como gusta (gostar), stima (amar), bal (valer), kosta (custar), debe (dever), parse (parecer).[carece de fontes?]
Ações futuras também podem ser expressas pela expressão "ta bai" + infinitivo, como em "mi ta bai piska" (lit. eu vou pescar).[carece de fontes?]
A partícula "a"
Indica uma ação que já foi completa até o momento da fala ou em alumínio outro momento indicado pelo enunciador. Quando o pronome "e" (terceira pessoa do singular) é seguido pela particula "a", ele é transformado em "el".
Exemplo: "E mucha a hui bai" (o garoto fugiu).
A partícula "lo"
É utilizada para indicar uma ação hipotética ou uma ação futura. Segundo a lógica do papiamento, ações passadas e presentes podem ser reais ou hipotéticas, mas ações futuras só podem ser hipotéticas, pois não há como tomá-las como fato. Costuma-se empregar essa partícula antes do sujeito da oração.
A partícula "táa" ou "tábata"
A partícula "táa", que se diferencia de "ta" por estar formada por uma sílaba longa de tom alto, enquanto a última é composta por uma sílaba curta de tom baixo, é a combinação entre as partículas "ta" e "a".
Ambas as partículas servem para indicar ações contínuas completas no momento da fala ou em outro dado momento, ou ações que estavam em curso no momento em que algum outro evento ocorreu.
A diferença entre as duas formas é a formalidade, sendo "tábata" considerada mais polida. Esta é, ademais, a forma utilizada em textos de gramática sobre o papiamento em detrimento da versão coloquial "táa".

#### Modo
A partícula "lo ta"
A combinação entre as partículas "lo" e "ta" indica uma ação contínua e hipotética.
A partícula "lo a"
Essa combinação indica ações passadas hipotéticas.
As partículas "lo táa" e "lo tábata"
Indicam ações passadas contínuas e hipotéticas.
A ausência de partículas
A ausência de quaisquer partículas, como na forma imperativa do papiamento ou em orações subordinadas, indica que a ação é não-contínua, não-perfectiva e não-hipotética.
No caso das orações subordinadas, o aspecto verbal não é marcado pois já foi marcado na oração principal, está no contexto das orações ou não é relevante para a situação da comunicação.

### Orações

#### Ordem sintática
A ordem sintática do papiamento é sujeito-verbo-objeto, sendo o objeto indireto posicionado antes do objeto direto.
Exemplo: E manda mi ruman bo number di telefon. (Ele manda à minha irmã o seu número de telefone).

#### Foco
Quando alguma estrutura sintática recebe o foco, ela passa a estar no início da frase, preferencialmente junto do marcador de foco "ta".
Exemplo de foco em uma frase adverbial: "M'a bisa awor si mi ta bai skirbi-bo. (Eu disse (...) agora vou escrever para ela).

#### Frases comparativas
| Equidade             | A ta mes X ku B (A é tanto X quanto B)            |
| Superioridade        | A ta mas X ku B (A é mais X que B)                |
| Inferioridade        | A ta menos X ku B (A é menos X que B)             |
| Comparativa negativa | A no ta asina X manera B (A não é tão X quanto B) |
| Superlativo          | E di mas X (É o mais X)                           |

#### Frases negativas
As frases negativas em papiamento são formadas através da adicao da partícula "no" (não) ou de partículas negativas como "nada", "ningun" (nenhum), "ningun hende" (ninguém), nunka (nunca), "ningun kaminda" (nenhum lugar).

#### Frases interrogativas
Não há mudança ou inversão na ordem sintática para a formação de perguntas. Basta adicionar um indicador de questão e aplicar adicionar entonação apropriada. 
Exemplo: Ki dia bo ta kere bo ta haya bo outo bèk? (Quando você acha que terá seu carro de volta?)

## Vocabulário

#### Declaração Universal dos Direitos Humanos
"Articulo 1
Tur ser humano ta nace liber y igual den dignidad y den derecho. Nan ta dota cu rason y cu consenshi y nan mester comporta nan den spirito di fraternidad pa cu otro."

("Artigo 1
Todos os seres humanos nascem livres e iguais em dignidade e em direitos. Dotados de razão e de consciência, devem agir uns para com os outros em espírito de fraternidade.) [carece de fontes?]

#### Frases do dia-a-dia
| Bon bini    | bem-vindo (a) |
| Bon dia     | bom dia       |
| Bon tardi   | boa tarde     |
| Bon nochi   | boa noite     |
| Con ta bai? | como vai?     |
| Mi ta bon   | estou bem     |

| Danki         | Obrigado(a)                      |
| Por fabor     | Por favor                        |
| Di nada       | De nada                          |
| Sí            | Sim                              |
| No            | Não                              |
| Ayó           | Adeus                            |
| Te otro biaha | Até mais (lit. até outra viagem) |

#### Números
| Número | Cardinal     | Ordinal                |
| ------ | ------------ | ---------------------- |
| 0      | zero         |                        |
| 1      | unu          | prome(r) / di prome(r) |
| 2      | dos          | di dos                 |
| 3      | tres         | di tres                |
| 4      | cuater       | di cuater              |
| 5      | sinku, cincu | di sinku / cincu       |
| 6      | seis         | (segue o mesmo padrão) |
| 7      | shete        |                        |
| 8      | ocho         |                        |
| 9      | nuebe        |                        |
| 10     | dies         |                        |
| 11     | diesun       |                        |
| 12     | diesdos      |                        |
| 13     | diestres     |                        |
| 14     | diescuater   |                        |
| 15     | diessinku    |                        |
| 16     | diesseis     |                        |
| 17     | dieshete     |                        |
| 18     | diesocho     |                        |
| 19     | diesnuebe    |                        |
| 20     | binti        |                        |
| 21     | binti un     |                        |
| 22     | binti dos    |                        |
| 30     | trinta       |                        |
| 40     | cuarenta     |                        |
| 50     | cincuenta    |                        |
| 60     | sesenta      |                        |
| 70     | setenta      |                        |
| 80     | ochenta      |                        |
| 90     | nobenta      |                        |
| 100    | cien         |                        |
| 200    | dos cien     |                        |
| 201    | dos cien un  |                        |
| 1000   | mil          |                        |
| 2000   | dos mil      |                        |

### Comparação com outros crioulos
| Português                  | Papiamento      | Crioulo da Guiné-Bissau | Crioulo de Cabo Verde* † |
| -------------------------- | --------------- | ----------------------- | ------------------------ |
| Bem-vindo                  | Bon Bini        | Bô bim drito            | Bem-vindo                |
| Bom Dia                    | Bon dia         | bon dia                 | Bon dia                  |
| Obrigado                   | Danki           | Obrigado                | Obrigadu                 |
| Como vai?                  | Con ta bai?     | Kuma ku bu na bai?      | Módi ki bu sa ta bai?    |
| Muito bom                  | Hopi bon        | I bon dimás             | Mutu bon                 |
| Eu estou bem               | Mi ta bon       | Ami n'stá bon           | N sta dretu              |
| Eu, Eu Sou                 | Mi              | Ami                     | N, Mi e                  |
| Tenha um bom dia           | Pasa un bon dia | Pasa un bon dia         | Pasa un bon dia          |
| Vejo você depois, Até logo | Te aworo        | N'ta odjau dipus        | N ta odjâ-u dipôs        |
| Comida                     | Cuminda         | Bianda; Kumida          | Kumida                   |
| Pão                        | Pan             | Pon                     | Pon                      |
| Suco, Refresco, Sumo       | Refresco        | Sumo                    | Sumu                     |
| Eu amo Curaçau             | Mi stima Kòrsow | N´gosta di Curaçau      | N gosta di Curaçao       |

*Variante de Santiago
†Escrita adotada neste exemplo: Alfabeto Unificado para a Escrita do Cabo-Verdiano (ALUPEC)